# Эрзянская традиционная религия

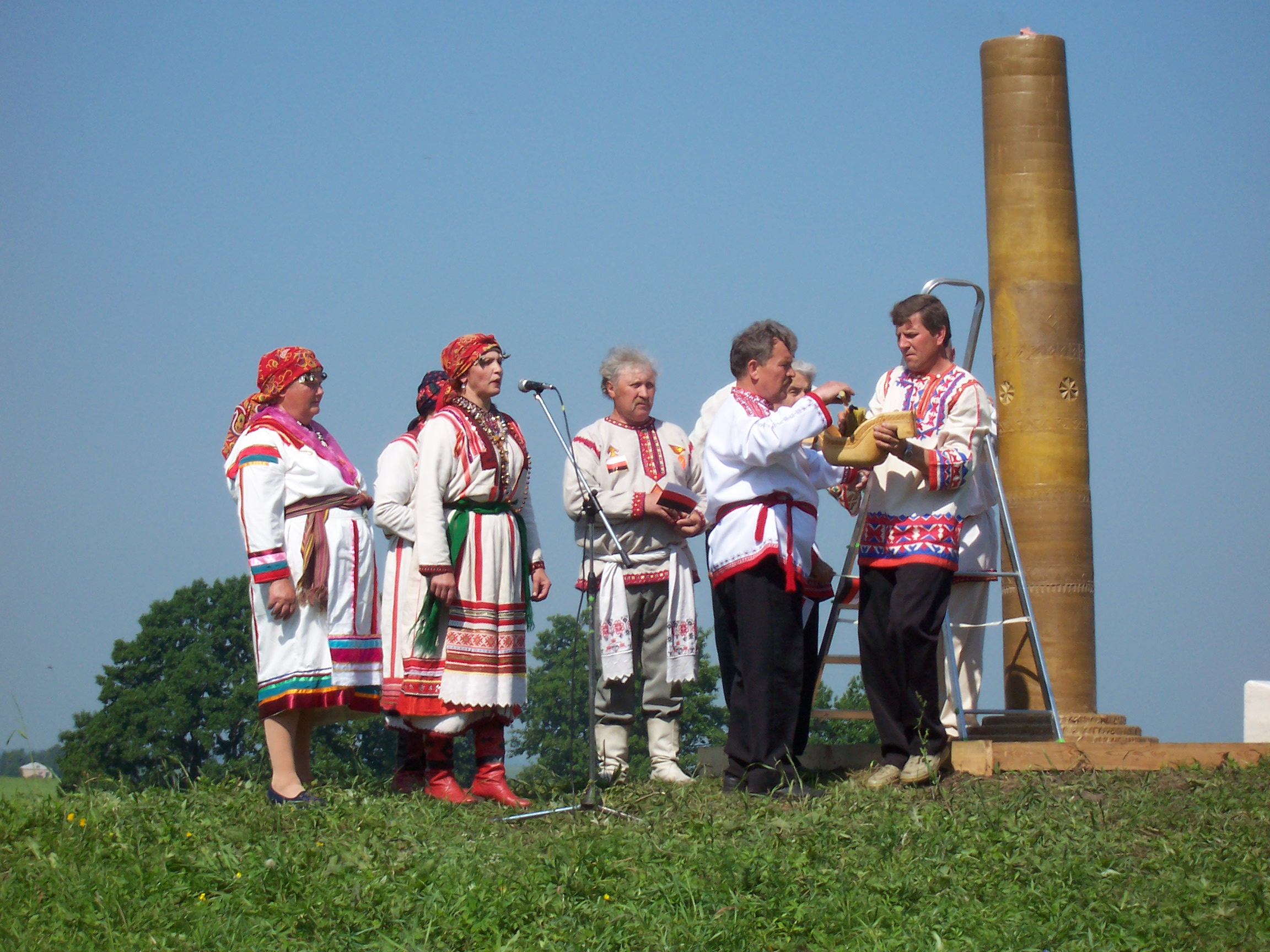
Обряд зажигания эрзянской родовой свечи Штатол

Эрзянская религия (эрз. эрзянь пазнэнь озномат — «национальная эрзянская вера») — этническая религия эрзян, одного из субэтносов мордвы, в которой главенствуют дохристианские семейно-родовые и общинные аграрные культы. В то время, как большинство мордвы (субэтнос мокшане) уже в основном утратили прежние верования, исповедуя православие, эрзяне остаются двоеверами — во время Пасхи, Троицы, Рождества, Крещения, а также в дни престольных праздников проходят моления языческим покровителям. Только национальную веру, по некоторым оценкам, исповедуют менее 2 % эрзян.
Христианизация мордвы Русской церковью была в целом завершена в XVIII веке. Последнее общенациональное моление (озкс) было разогнано русскими войсками в селе Чукалы (ныне Большеигнатовский район Мордовии) 23 сентября 1629 года. Были вырублены священные рощи (керемети) как места поклонения. Многие язычники бежали на Урал и в Заволжье (Нижегородская, Самарская и Ульяновская области), поэтому в диаспоре верования сохранились лучше, чем в Мордовии. Не раз вспыхивали очаги сопротивления новой вере, например, Терюшевское восстание 1743—1745 годов. В 1806—1810-е годы произошло последнее языческое восстание (в нынешней Нижегородской области) под руководством Кузьмы Алексеева, прозванного «Мордовским богом Кузькой», учившего, что «теперь наступает гибель христианства и утверждение мордовской веры… мордва теперь будут первые люди на земле и повсюду водворится мордовская вера». К. Алексеев в 1810 году вместе с наиболее активными последователями был бит батогами и сослан в Иркутск.

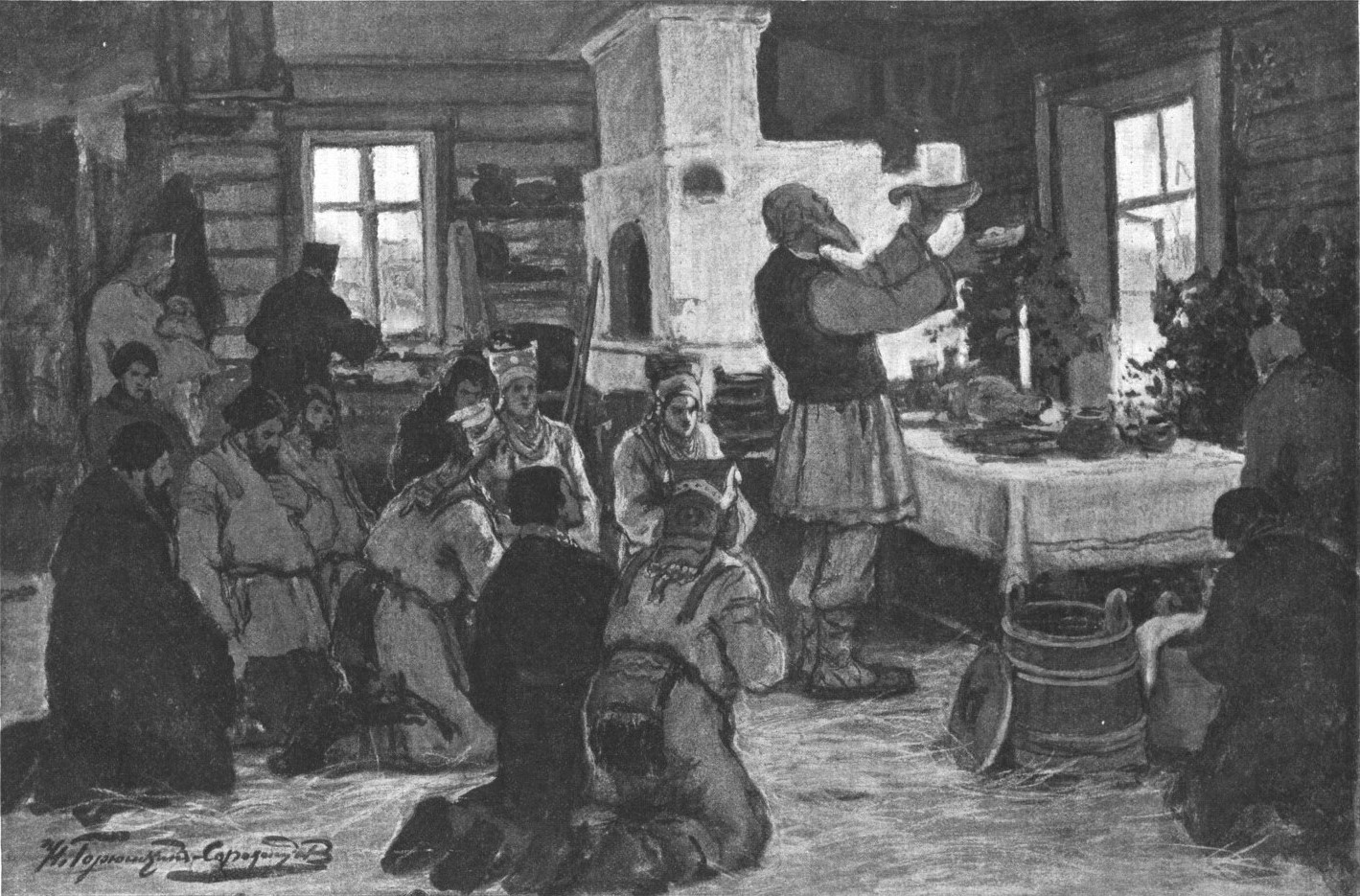
«Рождественское моление у языческой Мордвы к богине Анге-Патяй». Картина И. С. Горюшкина-Сорокопудова, 1909

Современные эрзяне наряду с христианскими сохраняют представления о подземных, земных и небесных божествах (паз) и духах (азор): бог-творец Инешкипаз, боги солнца (Чи паз), грома (Пурьгине-паз) и молнии (Ендол паз), земли (Масторава). Выделяются образы праматерей (ава): матери жилища, двора, хозяйственных построек, леса, воды, ветра (Вармава), огня, покровительницы полей (Норовава), плодородия и т. д. (таковы ведявы — богини вод, любви и плодородия). Сельской общине покровительствует дух-велень кирди азорава. Известен образ избранного богом человека (эрзян кирди) в качестве посредника между народом и богами. Почитаются предки (покштят бабай) и полулегендарные мордовские цари-инязоры. Носителем зла считается шайтан.
В отличие от соседних марийцев или чувашей среди эрзян, даже в сельской местности, практически не осталось «чистых язычников». По этой причине современное движение за национальное, в том числе и религиозное (с 1990 года), возрождение носит характер реконструкции (неоязычества) с тенденцией к монотеизму. В 1994 году была издана книга о языческой эрзянской мифологии и эпических сказаниях «Масторава» профессора Мордовского госуниверситета А. М. Шаронова. При этом отсутствуют собственно религиозные объединения; языческий компонент содержится в идеологии национально-культурных движений, таких как эрзянская национальная партия «Эрзянь Мастор» («Земля эрзян»), общество «Фонд спасения эрзянского языка им. А. П. Рябова» (председатель — Г.Д. Мусалёв), ассоциация эрзянских женщин «Эрзява» (лидер — поэтесса Р. С. Кемайкина, языческое имя — Маризь Кемаль), национально-культурные движения «Эстер Аво» и «Мастер Аво». Заявляется о возвращении в лоно «национальной эрзянской веры».
Профессиональных жрецов-озатя у мордвы не было уже к XVIII веку, молениями в поле или в периодически назначаемом общиной доме руководили выборные мужчины и женщины. После долгого перерыва, первое общественное моление с жертвой быка и птицы верховному богу Нишке (Инешкипазу) состоялось в 1991 году в лесу у деревни Тавла. В дальнейшем такие моления стали совершаться регулярно в начале лета и осенью в деревне Ташто Кшуманця Большеигнатовского сельского поселения Большеигнатовского района, собирающие до нескольких тысяч человек. Восстанавливается институт жрецов и жриц (первой была провозглашена Маризь Кемаль). Проводятся также семейные моления дома.
В 2004 году глава Мордовии издал указ о присвоении языческому общереспубликанскому молению «Раськень Озкс» во вторую субботу июля в селе Чукалы Большеигнатовского района, наряду с Днем славянской письменности и культуры, государственного статуса и обеспечение его бюджетным финансированием.